# Рудольф Мінковський
Рудольф Лео Бернард Мінковський (нім. Rudolph Leo Bernhard Minkowski; 28 травня 1895 — 4 січня 1976) — німецько-американський астроном, член Національної АН США (1959).
Син Оскара Мінковського і племінник Германа Мінковського. Народився в Страсбурзі (Франція). 1921 року закінчив університет у Бреслау. До 1935 працював у Гамбурзі. 1935 року переїхав до США і до 1960 працював у обсерваторіях Маунт-Вілсон і Маунт-Паломар, в 1961—1965 — у Каліфорнійському університеті в Берклі.
Основні наукові роботи присвячено вивченню газових туманностей, нових і наднових зір, пекулярних позагалактичних об'єктів. У обсерваторії Маунт-Вілсон Мінковський спочатку займався дослідженням інтерферометричними методами внутрішніх рухів в газових туманностях. Потім організував огляд неба з об'єктивною призмою з метою пошуку нових планетарних туманностей. У результаті цієї роботи, що тривала кілька років, було відкрито близько 200 нових об'єктів і число відомих планетарних туманностей зросло більше ніж удвічі. Вивчив спектри, просторовий розподіл, рухи як нововідкритих, так і раніше відомих планетарних туманностей. Спільно з Вальтером Бааде досліджував спектри багатьох наднових зір; першим звернув увагу на існування двох типів наднових, які відрізняються як за спектральними характеристиками, так і за виглядом кривих блиску. 1939 року дав опис спектрів обох типів. Очолював програму фотографічного огляду неба з 48-дюймовим телескопом Шмідта обсерваторії Маунт-Паломар; в результаті було створено Паломарський атлас неба, найкращий і найповніший серед усіх наявних. Виконав ототожнення багатьох радіоджерел з оптичними об'єктами. Разом з Бааде досліджував радіоджерело в Крабоподібній туманності і ототожнив його із залишком наднової. Помилково розглядав радіовипромінювання деяких позагалактичних об'єктів як результат взаємодії галактик, що зіштовхуються.
Медаль Кетрін Брюс Тихоокеанського астрономічного товариства (1961).
Кратер Мінковський на Місяці названий на честь Германа Мінковського і Рудольфа Мінковського.